# 針生悦子
針生 悦子（はりゅう えつこ、1965年 - ）は、日本の発達心理学者、認知科学者。東京大学大学院教育学研究科教育心理学コース教授。

## 人物・経歴
宮城県生まれ。1988年お茶の水女子大学文教育学部卒業。1995年東京大学大学院教育学研究科博士課程修了。同年青山学院大学文学部専任講師。2003年東京大学大学院教育学研究科助教授、2015年東京大学大学院教育学研究科教授。

## 著書

### 単著
- 『幼児期における事物名解釈方略の変化 相互排他性制約をめぐって』風間書房、1996年10月。ISBN 9784759909944。
- 『赤ちゃんはことばをどう学ぶのか』中央公論新社〈中公新書ラクレ〉、2019年8月。ISBN 9784121506634。
- 『ことばの育ちの認知科学』内村直之ファシリテータ、新曜社〈「認知科学のススメ」シリーズ 4〉、2021年7月。ISBN 9784788517202。

### 編集
- 『言語心理学』朝倉書店〈朝倉心理学講座 5〉、2006年4月。ISBN 9784254526653。

### 共著
- 今井むつみ、針生悦子『レキシコンの構築 子どもはどのように語と概念を学んでいくのか』岩波書店、2007年7月。ISBN 9784000025386。
  - 今井むつみ、針生悦子『言葉をおぼえるしくみ 母語から外国語まで』（改題改訂版）筑摩書房〈ちくま学芸文庫〉、2014年2月。ISBN 9784480095947。